# Adénome hypophysaire
 Mise en garde médicale
Un adénome hypophysaire est une tumeur cérébrale située dans l'hypophyse.

## Causes
Les causes du développement d'un adénome hypophysaire restent inconnues.

## Épidémiologie
Un examen IRM cérébral systématique décèle une image évocatrice dans 10 % de la population, sans aucune conséquence. La prévalence des adénomes symptomatiques est comprise entre 1 sur 1 000 et 1 sur 3 000 adultes. Les adénomes hypophysaires sont dans la plupart des cas bénins.

## Symptômes
Un adénome hypophysaire peut être asymptomatique, car de petite taille et non sécrétant.
Sinon, les symptômes sont de trois types :
- la tumeur peut comprimer les structures adjacentes, dont le chiasma optique, pouvant donner des troubles de la vision de type hémianopsie, le plus souvent une quadranopsie temporale supérieure ou une hémianopsie bitemporale par compresion du chiasma optique. Elle peut entraîner une hypertension intracrânienne, provoquant des céphalées ;
- la tumeur peut sécréter de manière inappropriée une hormone, entraînant, selon l'hormone une hyperprolactinémie, une acromégalie, un syndrome de Cushing, une hyperthyroïdie ;
- la tumeur peut altérer la production d'autres hormones hypophysaires, provoquant au maximum un tableau d'insuffisance hypophysaire globale. Il est à noter que les adénomes hypophysaires, contrairement à d'autres tumeurs touchant la selle turcique, ne donnent pas de diabète insipide.

## Diagnostic

### Imagerie

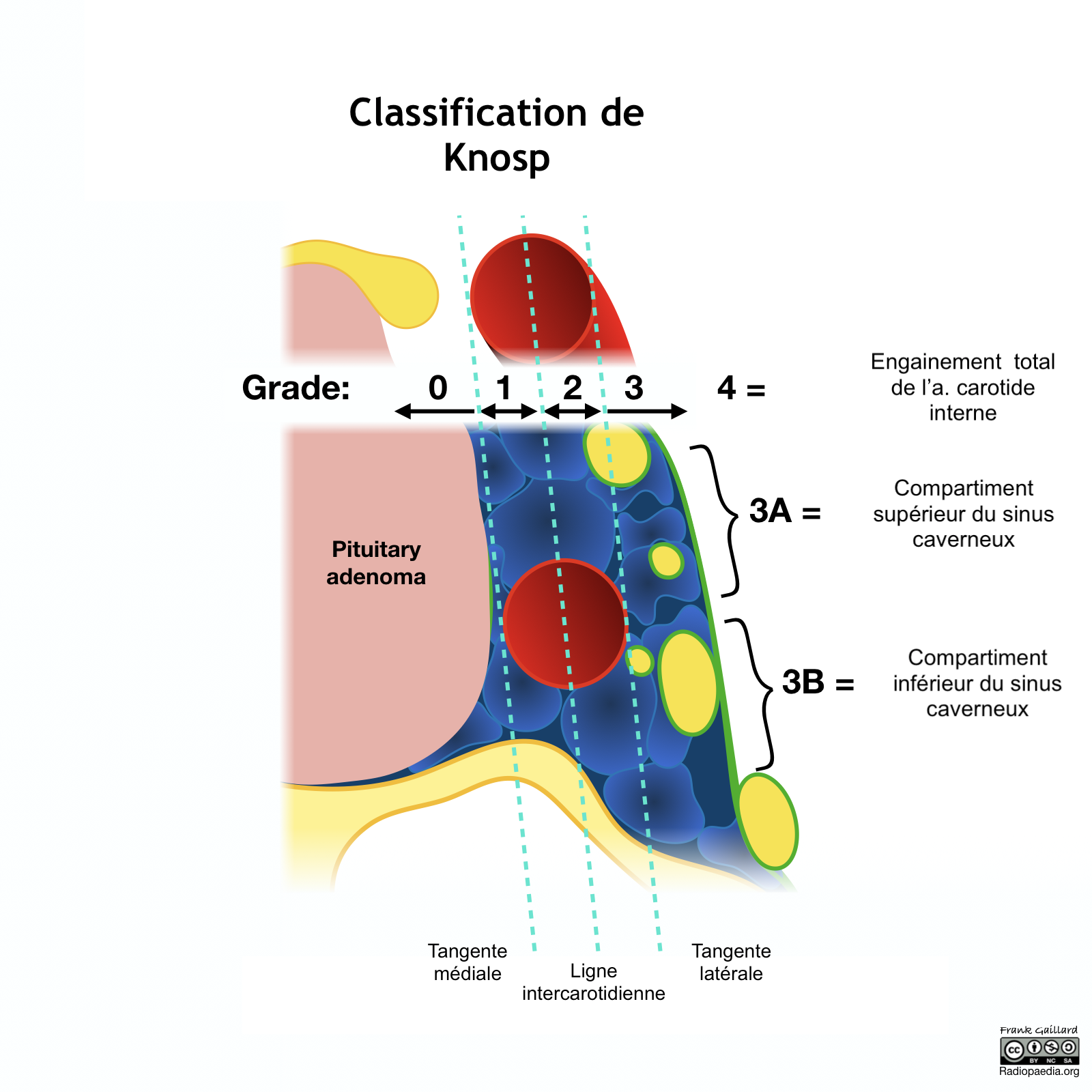
Classification de Knosp de l'envahissement des sinus caverneux

L'adénome hypophysaire peut être visualisé sur un scanner crânien ou une IRM. La radiographie du crâne peut montrer un émoussement de la selle turcique. La taille peut être inférieure à un centimètre (microadénome) ou dépasser 4 cm de diamètre (macroadénome).
À l'IRM, imagerie de référence, l'adénome apparait en séquence T1 injectée au gadolinium hypointense par rapport au parenchyme hypophysaire sain. L'éventuel envahissement des sinus caverneux est évaluée par la classification de Knosp.

### Biologie
Suivant le type de l'adénome, le bilan hormonal peut être perturbé.

## Traitement
Un adénome hypophysaire symptomatique peut être retiré chirurgicalement (voie trans-sphénoïdale, parfois par endoscopie chirurgicale). Cette chirurgie peut être suivie par une hyponatrémie retardée par syndrome de sécrétion inappropriée d'hormone anti-diurétique, constituant la complication principale de ce type d'intervention.
En alternative, peut être proposée une radiothérapie, avec un risque d'hypopituitarisme retardé. Elle peut être également proposée si la chirurgie a été incomplète. Elle se fait de manière stéréotaxique.
Un adénome à prolactine peut répondre à un traitement médical. Les agonistes de la dopamine comme la cabergoline sont utilisés.
Un adénome non symptomatique doit être surveillé régulièrement et une ablation est proposée en cas de croissance de la tumeur.